# コカ・コーラ・アリーナ
コカ・コーラ・アリーナ（Coca-Cola Arena）はアラブ首長国連邦・ドバイのシティウォークに所在する多目的アリーナ 。2019年6月6日に落成した。

## 概要
コカ・コーラ・アリーナはAEGがドバイ中心部のダウンタウン・ドバイに建設された。世界的有名アーティストのコンサートやスポーツなどのイベントに対応。最大17000人収容可能。
交通はドバイメトロのブルジュ・ハリーファ/ドバイ・モール駅から徒歩7分。